# Margot Nycop
Therese Margot Nycop, född Benon 13 september 1917 i Berlin, död 8 december 2007 i Åhus församling, var en svensk journalist och fackboksförfattare. Hon ingick 1946 äktenskap med Carl-Adam Nycop (död 2006).
Nycop var som journalist inriktad på konsumentupplysning, främst kostfrågor. Hon utgav även flera böcker, bland annat Min mat: För vikten och hälsan (1978) och Vår tredje ålder: Må bra efter 65 (tillsammans med maken, 1991).